# Conostylis pusilla
Conostylis setigera là một loài thực vật có hoa trong họ Huyết bì thảo. Loài này được Endl. mô tả khoa học đầu tiên năm 1846.